# Jasper (Arkansas)
Jasper – miasto w Stanach Zjednoczonych, w stanie Arkansas, w hrabstwie Newton.